# 名鉄6750系電車

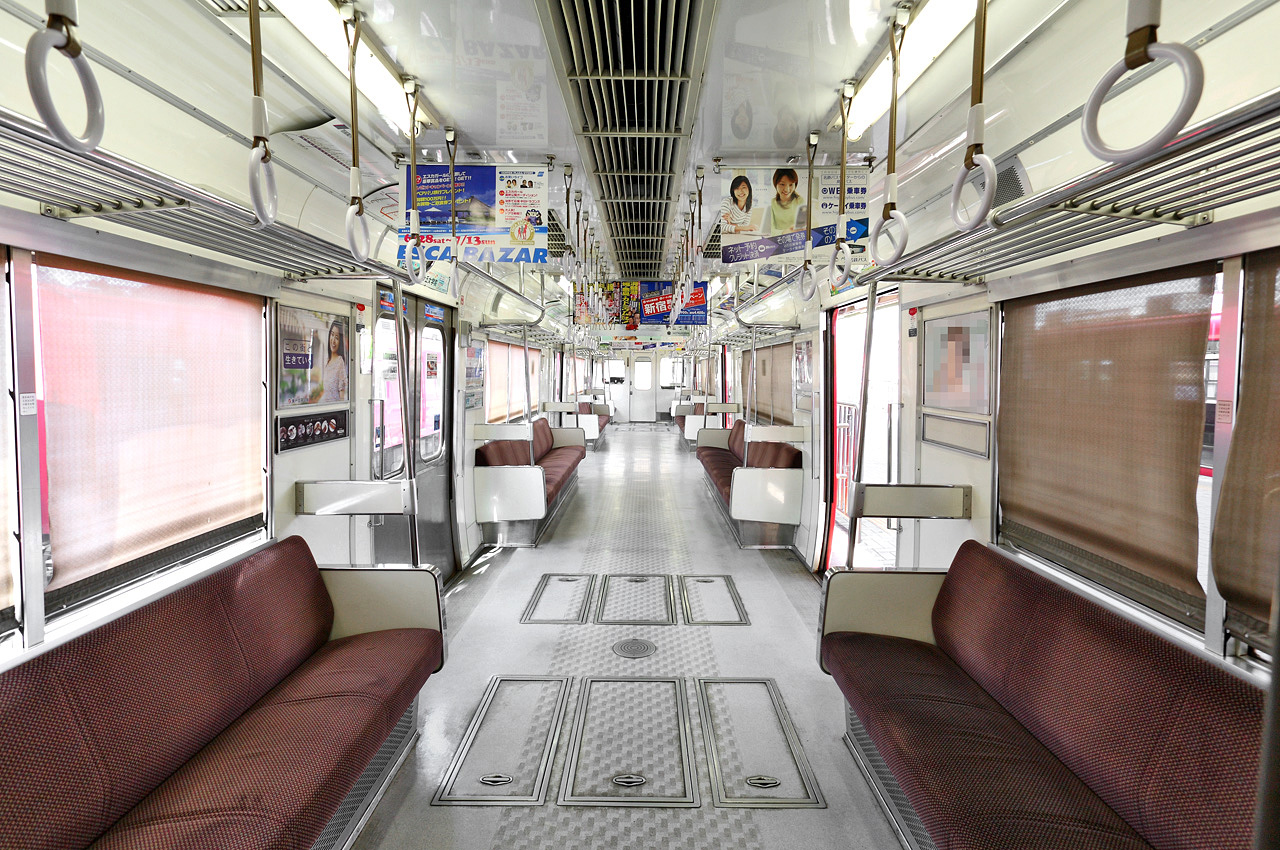
2次車室内（モ6757）。6000系と比べて主電動機・減速歯車周りの点検蓋が多い。
（2008年7月1日）

名鉄6750系電車（めいてつ6750けいでんしゃ）は、名古屋鉄道（名鉄）が1986年（昭和61年）から2011年（平成23年）まで瀬戸線で運用していた通勤形電車である。
日本の大手私鉄における旅客車（1,067 mm以上の一般的な軌間）で最後に製作された吊り掛け駆動方式の電車であったが、2011年3月に営業運転を終了した。

## 概要
名古屋鉄道の他の路線と線路の繋がっていない孤立路線である瀬戸線では、1978年（昭和53年）の架線電圧の1500Vへの昇圧と栄町乗り入れに際して、運用される車両も全車更新された。各駅停車用には待避設備が存在しない路線事情から、急行や準急の間を待避せず走行するための高加速性能を持った車両として6600系12両を新造したが、急行や準急用を主とした運用には、名古屋本線系統で使用されていた3770系や冷房車である3780系など22両に対し、当時の運輸省が定めていた鉄道車両の出火対策基準である「A-A基準」対応工事を施行して転用した。
1978年当時の名鉄で電動車が3700番台を名乗っていた車両は、東濃鉄道からの譲渡車である3790系以外は、愛知電気鉄道など名鉄の前身各社で製造された木造車や初期の半鋼製車の採用していた単位スイッチ式間接非自動制御方式 (HL)の走行装置を流用し、1957年（昭和32年）から1966年（昭和41年）にかけて全金属製車体を新造したグループであった。これらは同じ吊り掛け駆動でも、自動加速制御方式 (AL)車と呼ばれたグループに比べ、搭載している主電動機の走行性能が低出力であったことなどが起因して走行性能に問題があった。そのため名古屋本線など幹線系統と比較して駅間距離が短く、運行速度が低い瀬戸線へ転用されたものだった。
瀬戸線は栄町乗り入れなどにより輸送需要が増大の一途を辿り、2両編成を基本とした運用から4両編成での運用が増えたため、3770系に加え同型の車体を持つ3730系も追加で転用され、HL車は合計40両体制となった。しかし1980年代に入ると時代の変遷や通勤ラッシュ時の混雑が激しくなるにつれて、新たな問題が生じていた。
- HL車グループは全車乗降扉が2扉・座席がクロスシートであった。これに元々の走行性能の低さも相まって、特に通勤ラッシュ時の定時運行に支障をきたすようになった。

- 乗客サービス上冷房装置が地下鉄を含め鉄道車両にも常識[2]となりつつあったが、瀬戸線の車両は3780系を除けば、普通列車用の6600系[注釈 6]も含めて非冷房車だった。

名鉄もこれらの状況に対応すべく、6600系については冷房改造を1985年（昭和60年）から開始、3780系に対しては1985年5月から翌1986年（昭和61年）3月にかけて座席のロングシート化を、3730系・3770系も瀬戸線転用車は全車ロングシート化するほか、車両限界（屋根高さ）の関係などで冷房化はしなかったものの補助送風機（ラインデリア）への改造を実施した。しかしHL車については、2扉車体によるラッシュ対応の難しさに加えて元々の製造から60年近く経過した電装品の老朽化も進み、車両更新の必要性も増していた。
一方、本線系ではまだ多くが残っていたAL車について、サービス向上や通勤ラッシュ対応を加速するため新造車による置き換えだけではなく、まだ使用に耐えうるAL車の走行機器を流用して車体を新製するという手法での更新を、1971年（昭和46年）の7300系以来約15年ぶりに再開する計画が浮上していた。そこで名鉄は瀬戸線の喫緊の課題であった輸送力増強と冷房化率の向上を図るため、本線系への新造車導入で代替廃車となったAL車の電装品を流用し、6600系に準じた3扉・冷房装置を搭載した新造車体を組み合わせた車両を瀬戸線に投入、非冷房車のHL車を置き換えることとした。これが本系列である。
まず1986年に3900系の走行機器・台車などを流用した6650系という呼称で、2両編成2本（4両）が落成した（1次車）。そして1990年（平成2年）には、非冷房車である3730・3770系の置換を目的として、3850系・3900系・3400系の機器を流用し、仕様を大きく変えた車体を新造した4両編成5本（20両）が落成（2次車）し、1次車と区別する通称として6750系と呼称された。後にこの6750系という呼称が正式呼称となり、1次車も6750系と称されることになった。この2次車によって瀬戸線は本線系統より先んじて100%冷房化が達成された。
編成は6600系やその母体となった6000系と同様のMT比1:1で組成されるが、機器流用元の旧型車と同様に編成内の電動車と付随車の向き（連結順序）はこれらの新性能車と逆となっており、系列名の6750を名乗る車両は制御電動車のモ6750形となる。

本系列24両すべてが吊り掛け駆動・AL車（間接自動制御車）である。その後、名鉄では3300系（2代）やモ510形などが退役したため、本系列が唯一の吊り掛け駆動電車となった。その後、日本の大手私鉄においては、東武鉄道の5050系や西日本鉄道の300形・313形といった吊り掛け駆動電車の旅客営業運転が2007年（平成19年）までに終了したため、その後は1067mm以上の一般的な軌間における車両としては大手私鉄唯一の吊り掛け旅客車となっていた。また、名鉄最後の自動空気ブレーキ車でもあった。

### 1次車

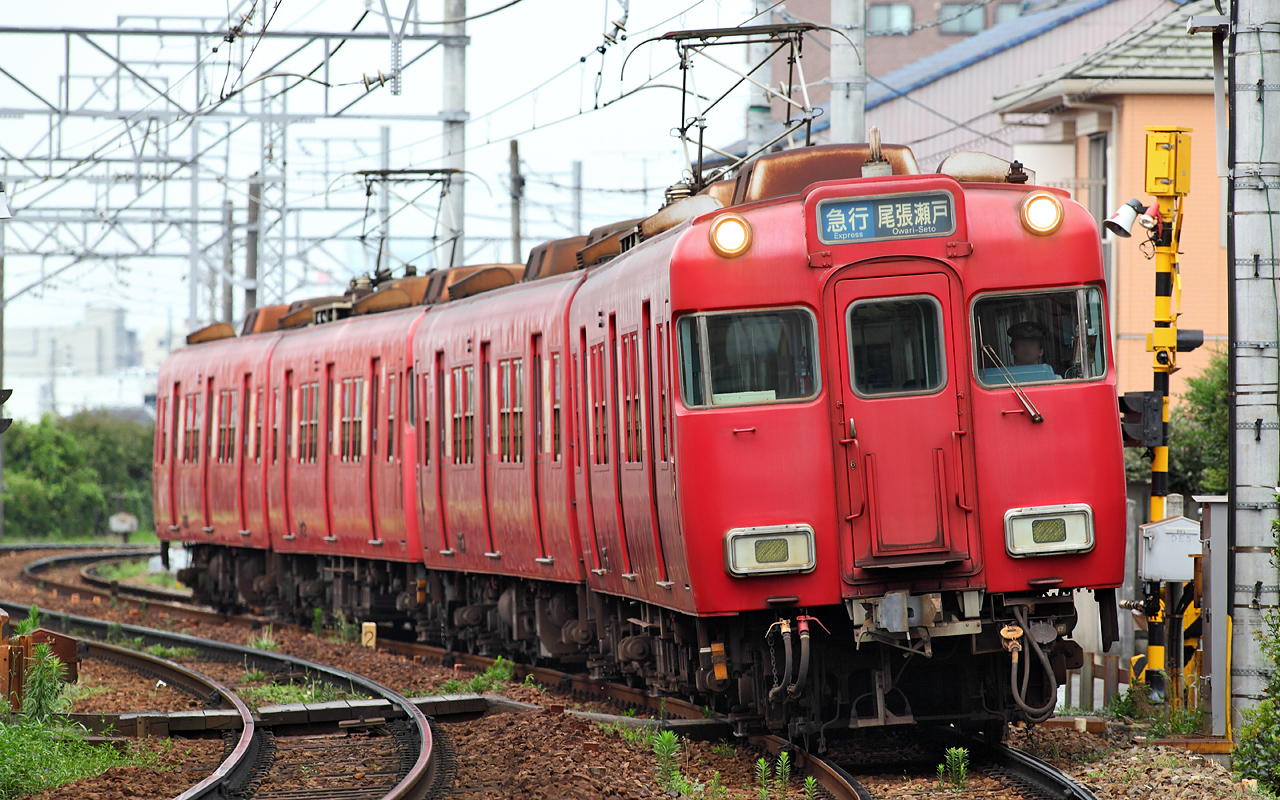
6750系1次車（6650系）

高性能車の試作的要素など、独自要素の多かった3900系第4編成を種車に1986年竣工。同年3月28日から運転を開始した。
車体は前記したように扉や窓配置などが6600系に準じた仕様だが、6000系4次車以降の仕様変更にあわせ、方向幕窓が拡大され床面が40mm低くされた。なお方向幕の構造は6600系と同じく種別表示部と行先表示部の一体構造である。その他、6600系と比較すると先頭車前面の排障器（スカート）が省略され、側窓のサッシ（外枠の角の形状）や開閉方法（下段上昇・上段バランサー式下降）が異なる。
客室についても座席は当初から通勤輸送に適したロングシートとされた他、固定連結側の貫通路扉も片開きになっている。客用ドアはステンレス製だが、当時の名鉄では珍しく客室側が無塗装である。空調装置も当初から設けられ、6000系5次車以降と同様に、能力10,500kcal/hの集約分散式冷房装置を2基搭載している。しかし同様の冷房機2基搭載の6000系列で装備されている熱交換換気装置は省略された。結果として冷房能力が他車よりも低く、夏季は朝夕のラッシュ時にしか運行されないことが多くなった。標識灯はLED式である。自動放送装置は当初取り付けられていなかったが、後年の改造で取り付けられた。
台車は、種車のFS16ペデスタル式コイルバネ台車をそのまま転用した。運転速度の低い瀬戸線に合わせて歯車比を61:19=3.21から63:17=3.71に変更したが、変電所容量の関係で限流値も下げたため、起動加速度は定員乗車時1.6km/h/sである。
電動空気圧縮機 (CP) および冷房電源などを供給する静止形インバータ (SIV) は新造された。また、主制御器は3900系でも第4編成のみの独自仕様であった電制付きABFMを廃棄して標準品のES-568Aに変更し、主幹制御器も同様に小型ハンドルのものとなった。
ブレーキは従来から名鉄で投入されてきた吊り掛け駆動車の機器流用車と同様に自動空気ブレーキ、制輪子は鋳鉄シューのまま存置されている。ただしFS16台車は新造時からブレーキシリンダが台車枠に内蔵された構造で、名鉄の旧性能車では唯一の台車ブレーキである。
旧ダイヤでは2本を併結した4両編成で常時使用されていたため、中間の2両には列車無線装置が取り付けられておらず、また幌が装着され、編成間の行き来ができるようになっていた。

### 2次車

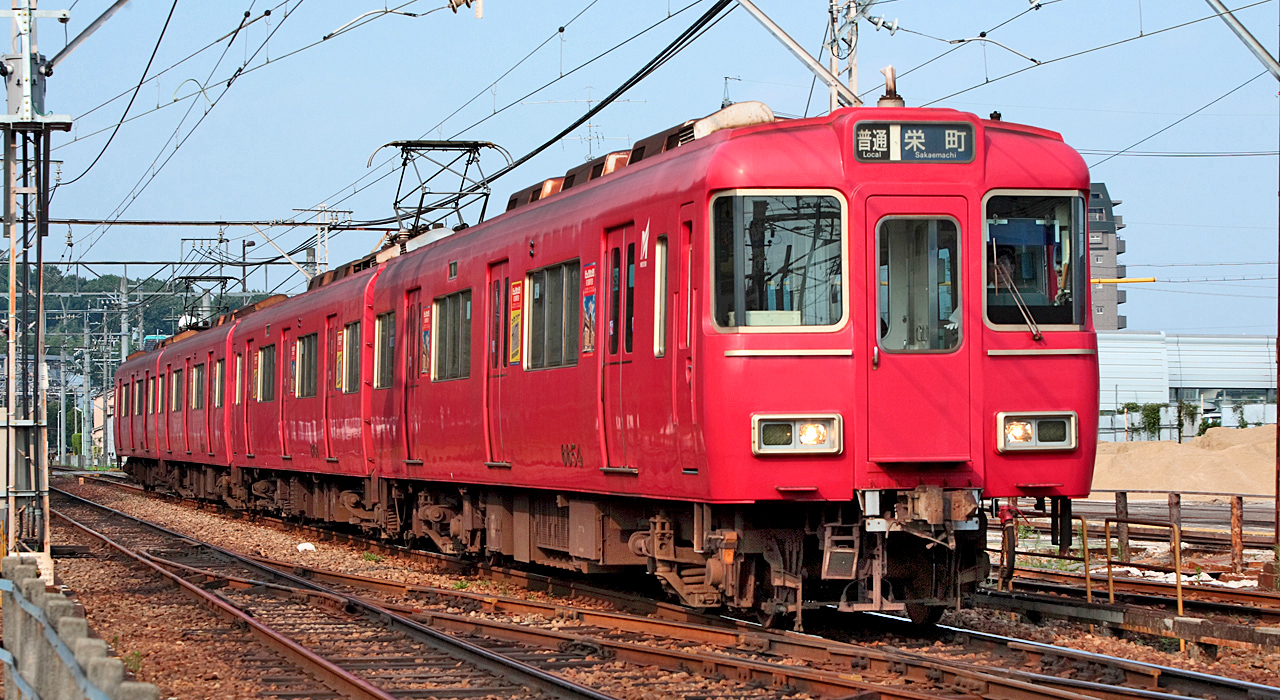
6750系2次車 (6754F)
（2008年7月1日、喜多山駅）

1990年6月竣工。車体デザインが大幅に変更された。前面は1次車の窓を上下に拡大した独特なデザインを採用する一方で、側面は1989年に本線系統に登場した6500系6次車・6800系3次車に準じたものになった。
瀬戸線では既に4両編成が標準の組成となっていたため、4両固定編成となった。ただし、中間車であるサ6680形には中間運転台が、同じく中間車であるモ6780形には車掌室（中間運転台付き）がそれぞれ設けられ、両車間で2両ずつに分割できるように連結器は密着自動連結器であった。これらは、旧喜多山工場での検査作業上2両ずつに分割する必要があったことや、曲線が多い瀬戸線での運用において各駅のホーム部の視野を確保するためのものであったが、喜多山検車区のピット延長が行われたことで検査時に分割する必要性がなくなったこと、各駅のホームへの監視モニターの整備などにより、使用されることはほぼなくなり、連結器も棒連結器に取り替えられた。
先頭車前面部は6500系6次車・6800系3次車に貫通路を設けたような、本系列固有の形状となり、6000系が本線系から転属されるまでは瀬戸線で唯一種別と行先が分かれた方向幕を持っていた。前面貫通扉にはサボ受けがなくガラスが少し右側に寄っており、左右対称ではない。側面も6500系6次車・6800系3次車に準じた連窓構造になった。4000系が導入されるまでは瀬戸線で唯一側面に方向幕が装備されている車両でもあった。
座席は1次車と同じロングシートではあるが、後に登場する6500系8次車や3500系を先取りした、化粧板はクリーム色で扉周りの立席スペースを広く取っている仕様となった。ただし、扉間の座席はそれらよりも1人分長い。サ6680形の中間運転台に隣接する1席は座布団が独立して脱着可能となっている。当初の座席モケット色はアーバンストライプパープルと称するライトパープルだったが、褪色が激しいため濃パープルやブラウンパープルに取り替えられた。なお冷房装置は1次車の2基搭載に対し、6500系5次車以降の変更に倣い3基搭載となっている。自動放送装置は落成当初から取り付けられている。
台車は3850系・3900系・3400系（サ2450形）のものを流用し、栄町方先頭車のク6650がFS13（ペデスタル式）、その他はFS107（ゲルリッツ式）を装着したが、サ6680形6683 - 6685は1996年（平成8年）7月に3780系の廃車発生品流用のFS35（ペデスタル式）に交換した。主電動機出力112.5kW、歯車比3.71、主制御器ES-568Aは1次車と同様の仕様となっている。ただし、ブレーキは車体ブレーキである。
また、1次車と異なる点としてカルダン駆動方式・電磁直通空気ブレーキへの改造が可能となっており、新性能化にも対応していた。

## 編成表
2005年9月時点の車両番号を基本として記載する。
凡例Tc …制御車、Mc …制御電動車、M …電動車、T … 付随車
CONT…制御装置、SIV…補助電源装置、CP…電動空気圧縮機、PT…集電装置
| [ 8 ]    | ← 瀬戸栄町 → | ← 瀬戸栄町 → | 落成      | 廃車     |
| 形式     | モ6750       | ク6650       | 落成      | 廃車     |
| 区分     | Mc           | Tc           | 落成      | 廃車     |
| 車両番号 | 6751         | 6651         | 1986/3/25 | 2011/4/1 |
| 車両番号 | 6752         | 6652         | 1986/3/25 | 2011/4/1 |
| 搭載機器 | CONT,PT      | SIV,CP       |           |          |

| [ 8 ]    | ← 瀬戸栄町 → | ← 瀬戸栄町 → | ← 瀬戸栄町 → | ← 瀬戸栄町 → | 落成      | 廃車       |
| 形式     | モ6750       | サ6680       | モ6780       | ク6650       | 落成      | 廃車       |
| 区分     | Mc1          | T            | M            | Tc           | 落成      | 廃車       |
| 車両番号 | 6753         | 6683         | 6783         | 6653         | 1990/6/6  | 2009/4/6   |
| 車両番号 | 6754         | 6684         | 6784         | 6654         | 1990/6/13 | 2009/10/13 |
| 車両番号 | 6755         | 6685         | 6785         | 6655         | 1990/6/13 | 2009/5/14  |
| 車両番号 | 6756         | 6686         | 6786         | 6656         | 1990/6/20 | 2011/2/25  |
| 車両番号 | 6757         | 6687         | 6787         | 6657         | 1990/6/20 | 2009/11/4  |
| 搭載機器 | CONT,PT      | SIV,CP       | CONT,PT      | SIV,CP       |           |            |

## 廃車
瀬戸線では、2008年度から新型車両の4000系投入による車両の更新が進められた。車体については6600系・6000系より本系列の方が新しいものの、足回り機器の老朽化ならびにメンテナンスの煩雑さが災いし、先行して廃車が進められた。
2009年に2次車4編成16両が廃車となったのに続いて、2010年度増備の4000系第6編成運用開始を受けて、2011年3月末までに残る2編成8両が運用終了する段取りになり、同年1月29日からありがとうヘッドマークを掲出していた。2011年2月20日には6750系のさよなら運転が行われた他、記念乗車券の発売や記念イベントも行われ、これをもって2次車の運行を終了した。同編成は翌3月9日から10日にかけて搬出され、解体場へ搬送された。
残った1次車は、引き続きヘッドマークを掲出して少数ながら平日・土休日とも運行されていたが、これも同年3月19日にさよなら運転を行い、同月25日限りで運用を終了した。こちらの廃車搬出は年度が変わった同年4月6日から7日にかけて行われている。
全車両が解体されたため、現存する車両はない。